# No Regrets (Wang Fei)
No Regrets (執迷不悔, Nessun rimpianto) è un album studio cantopop del 1993, della cantante pop cinese Wang Fei, conosciuta anche con il nome d'arte Faye Wong.
Essendo già una cantante affermata ad Hong Kong, dove si parla la lingua cantonese, la stessa Faye ha scritto un testo in mandarino per la ballad No Regrets, che dà il titolo all'album. In seguito al successo di tale singolo, che consacrò Faye come compositrice, l'album pubblicato a febbraio ebbe un successo istantaneo.
L'album, composto principalmente da arrangiamenti soft contemporanei molto popolari ad Hong Kong, contiene anche qualche canzone di ispirazione dance e due versioni di No Regrets: oltre alla già citata versione cinese, vi è anche quella in cantonese il cui testo è stato scritto da Chen Shao Qi.

## Tracce
1. 紅粉菲菲
Il rossetto di Faye
2. 執迷不悔
Nessun rimpianto (cinese)
3. 可愛眼睛
Occhi adorabili
4. 季候風
Monsone
5. 不再兒嬉
Niente più giochi
6. 我永遠珍惜你我
Aver sempre caro
7. 情敵
Rivale
8. 從明日開始
Inizieremo domani
9. 夜半醉
Lusso di mezzanotte
10. 執迷不悔
Nessun rimpianto (cantonese)